# William Jolliffe (4e baron Hylton)
William George Hervey Jolliffe, 4e baron Hylton (2 décembre 1898 - 14 novembre 1967), est un militaire et pair héréditaire britannique.

## Biographie
Il est le fils de Hylton Jolliffe, 3e baron Hylton et Alice Adeliza Hervey. Il atteint le grade de lieutenant-colonel dans les Coldstream Guards et sert également comme Lord Lieutenant du Somerset de 1949 à 1964. Lord Hylton épouse Perdita Rose Mary Asquith, fille de Katharine et Raymond Asquith, fils aîné du Premier ministre Herbert Henry Asquith, en 1931. Il meurt en novembre 1967, âgé de 68 ans, et est remplacé dans ses titres par son fils Raymond.
L'écrivain John Hedworth Jolliffe est son plus jeune fils; l'actrice Anna Chancellor est une petite-fille.

## Famille
Il épouse, le 14 janvier 1931, Perdita Rose Mary Asquith (1910-1996), fille du Raymond Asquith et de Katharine Frances Horner. Ils ont trois enfants :
- Raymond Jolliffe, 5e baron Hylton (né le 13 juin 1932) épouse Joanna Ida Elizabeth de Bertodano, dont descendance ;
- John Hedworth Jolliffe (né le 27 mars 1935) épouse Victoria Catherine Elizabeth Eden (née le 13 septembre 1944), dont descendance ;
- Mary Alice Jolliffe (1er novembre 1937 - 22 août 2009) épouse en premières noces John Paget Archer Alan Chancellor (1er juillet 1927 - 31 décembre 2004), dont descendance ; puis épouse en secondes noces Richard Windsor-Clive (5 février 1928 - 5 septembre 2014), sans descendance.

## Distinctions

### Décorations
- British War Medal (26 juillet 1919)
- Victory Medal (1er septembre 1919)
- Médaille du couronnement du roi George V (30 juin 1911)
- Médaille du jubilé d'argent de George V (6 mai 1935)
- Médaille du couronnement du roi George VI (12 mai 1937)
- Médaille du couronnement d'Élisabeth II (2 juin 1953)